# Suits (série télévisée sud-coréenne)
Pour les articles homonymes, voir Suits (homonymie).
Suits (hangeul : 슈츠 ; RR : Syucheu) est une série télévisée de procès sud-coréenne en seize épisodes d’entre 59 et 63 minutes, créée par Jang Dong-gun et diffusée entre le 25 avril 2018 et le 14 juin 2018 sur le réseau KBS 2. Il s’agit du remake de la série homonyme américaine d’Aaron Korsh (2011-2019), également adaptée pour la chaîne japonaise Fuji TV sous le même titre (スーツ, 2018).
En France, elle est diffusée depuis le 1er décembre 2019 sous le même titre sur la plate-forme Netflix.

## Synopsis
Go Yeon-woo (Park Hyung-sik) est un jeune homme brillant, dont le rêve d'enfant était de devenir avocat, rêve brisé après que des imprévus l'eurent poussé à abandonner ses études. Intelligent et doté d'une mémoire eidétique, il subvient à ses besoins en passant des examens à la place d'autres personnes, en particulier des examens en droit.
Choi Kang-Seok (Jang Dong-gun) est, quant à lui, un des meilleurs avocats de Séoul, qui vient d'obtenir une promotion au sein du cabinet d'avocats « Kang & Ham » : il est alors tenu d'engager un assistant. Sur la base d'un quiproquo, ce dernier fait passer un entretien d'embauche au jeune homme. Il est particulièrement impressionné par les qualités du jeune homme et l'engage…

## Distribution

### Acteurs principaux
- Jang Dong-gun : Choi Kang-Seok
- Park Hyung-sik : Go Yeon-woo
- Chae Jung-an : Hong Da-ham
- Jin Hee-kyung : Kang Ha-yeon
- Ko Sung-hee : Kim Ji-na

### Acteurs secondaires
- Hwang Tae-gwang : Lawyer Huang
- Choi Yu-hwa : Jae-hee
- Lee Si-won : Se-hee
- Lee Tae-sun : Seo Gi-woong
- Son Yeo-eun : Kim Moon-hee
- Kim Young-ho : Ham Ki-taek

### Apparitions exceptionnelles
- Lee Yi-kyung : Park Joon-pyo (épisodes 1 et 2)
- Bewhy : lui-même (épisodes 3 et 4)[5]
- Jang Shin-young : Na Joo-hee (épisodes 3 et 4)
- Kwon Hyuk : Nam Sang-moo
- Son Sook : Madame Bae (épisode 4)
- Son Seok-gu : David Kim (épisodes 5, 6, 13 et 15)
- Nam ki-ae : le président-directeur général Sim (épisodes 14 et 16)
- Jeon No-min : Oh Byung-wook (épisode 7)

## Production

### Musique
Les bandes originales sont interprétées par de différents artistes.

### Fiche technique
- Titre original : 슈츠
- Titre international : Suits
- Création : Jang Dong-gun[3]
- Réalisation : Kim Jin-woo
- Scénario : Kim Jung-min
- Production : Kim Hye-jung

Production déléguée : Sebastian Dong-hun Lee, Moon Bo-hyun, Park Ki-ho et Park Sung-hye
- Société de production : Monster Union[1], EnterMedia Pictures Co. Ltd. et NBCUniversal International Television[2]
- Sociétés de distribution : KBS 2 (Corée du Sud) ; Netflix (monde)
- Pays d’origine :  Corée du Sud
- Langue originale : coréen
- Format : couleur - Dolby Digital - HD 1080i
- Genre : série de procès
- Saison : 1
- Épisodes : 16
- Durée : 59–63 minutes
- Dates de diffusion :
  - Corée du Sud : 25 avril 2018 sur KBS 2
  - Monde : 1er décembre 2019 sur Netflix[3]

## Épisodes
1. Fate gets decided by the choice you make, not coincidence. (운명을 결정짓는 건, 우연이 아니라 선택이다.)
2. If you have a chance to throw a dice, throw it without hesitating. The moment you throw it, you'll advance at least one square. (주사위를 던질 기회가 왔다면 , 주저 말고 던져라. 던지는 순간 최소한 한 칸은 전진한다.)
3. There always lies a dark side behind the face of the truth. Therefore… (진실의 얼굴 뒤에는 언제나 어두운 이면이 존재한다.)
4. …Therefore, the truth doesn't always win just because it shows itself. (…그러므로, 진실이 얼굴을 드러낸다고 항상 승리하는 것은 아니다.)
5. To catch a hyena, you must use rotten meat as your bait. (하이에나를 잡으려면, 썩은 고기를 미끼로 써야 한다.)
6. They drink the same water, but cows make milk, whereas snakes make poison. (같은 물을 마시지만 , 소는 우유를 만들고, 뱀은 독을 만든다.)
7. Is a sheath truly unnecessary for a knife called justice? (정의라는 칼에는 칼집이 필요 없는가?)
8. Justice is giving back everyone what they rightfully deserve. (정의란 각자가 당연히 받아야 할 것을 돌려주는 것이다.)
9. You can't go back in time and start over again, but you can still aim for a new ending starting from now. (과거로 돌아가 새롭게 시작할 순 없지만 현재로부터 새로운 결말을 맺을 순 있다.)
10. You can prove your worth by showing the kind of risk you are willing to take. (당신의 가치를 증명하는 건 어떤 종류의 위험을 감수하느냐에 달려있다.)
11. If you wish to swallow a demon, you must swallow its horns too. (악마를 삼키려면 뿔까지 목구멍으로 넘겨야 한다.)
12. If you have blind faith about your ideals, you'll be betrayed by the reality. (이상을 맹신하면, 현살에 배신 당한다.)
13. The moment you fly up with wings called lies, you will not be landing. (거짓말이라는 날개를 달고 이륙한 순간 착륙은 없다.)
14. The best way to keep a secret is... not telling it to anyone. (비밀을 지키는 가장 완벽한 방법은 아무에게도 말해주지 않는 것이다.)
15. When you lose your destination, look back on the path that you've walked thus far. (목적지를 잃었을 땐, 걸어온 길을 돌아보라.)
16. Life will not tell you… where the destination is. (삶은 당신에게 목적지를 알려주지 않는다.)